# باول كورفر
باول كورفر (بالإنجليزية: Paul Korver)‏ هو رائد أعمال ومنتج أفلام أمريكي، ولد في 18 نوفمبر 1971.